# Tatort: Starkbier
Starkbier ist ein Fernsehfilm aus der Krimireihe Tatort. Der von Telepool und Bavaria Film für den Bayerischen Rundfunk produzierte Beitrag wurde am 7. März 1999 im Ersten als 407. Folge der Reihe zum ersten Mal gesendet. Die Münchner Kommissare Batic und Leitmayr ermitteln ihren 22. Fall und haben einen Mord aufzuklären, der als Unfall getarnt in die Gefilde einer Münchner Brauerei führt.

## Handlung
Dr. Maximilian Meindl, der Marketing-Direktor der Benedictus-Brauerei, wird tot in seinem Auto an der Isar aufgefunden. Die Ehefrau bezweifelt sofort, dass es ein Unfall war, da ihr Mann seit einiger Zeit Unregelmäßigkeiten innerhalb der Brauerei auf der Spur war. Sie verdächtigt den Generaldirektor Conrad Eisinger, etwas mit dem Tod ihres Mannes zu tun zu haben. Dieser will die Firma verkaufen und so gab es zwischen den beiden erhebliche Differenzen. Die Ermittler untersuchen den Fall im Umfeld der Brauerei, denn es war offensichtlich, dass der Unfall einen Mord tarnen sollte. Die rechtsmedizinischen Befunde sprechen ebenso für eine Brauerei als näheres Todesumfeld. Für eine Täterschaft von Generaldirektor Eisinger kann jedoch kein Indiz gefunden werden. Batic und Leitmayr stellen dagegen Zusammenhänge fest zwischen dem Angestellten Jiri Hasek, dem Verwaltungschef Giesek und dem Getränkegroßhändler Anton Irlbeck. So hat jemand offensichtlich versucht, Hasek bei einem Fahrradsturz aus dem Weg zu räumen. Giesek indessen wird mit aufgeschnittenen Pulsadern in seiner Badewanne gefunden.
Menzinger versucht, über den Getränkegroßhändler Anton Irlbeck Informationen zu bekommen, da er ihn persönlich gut kennt. Ebenso informiert er sich bei Braumeister Kiem über die alten Gärbecken in der Brauerei, die normalerweise nicht mehr benutzt werden. Er findet verdächtige Spuren und lässt sie kriminaltechnisch untersuchen. So steht fest, dass das Opfer hier nachweislich zu Tode gekommen ist. Für Batic und Leitmayr fällt der Verdacht zunächst auf Jiri Hasek, da er in der Nacht Dienst hatte. Doch Menzinger verdächtigt dessen Chef Kiem. Möglicherweise wirtschaftet er in die eigene Tasche, indem er mehr Bier braut, als die Firmenleitung weiß. Den illegalen Anteil vertreibt er über Irlbeck, hat allerdings auch Giesek und Hasek mit im Boot. Somit ist für ihn die Schwarzbrauerei das Tatmotiv. Um seine Theorie zu beweisen, trifft er sich allein mit Irlbeck in der Brauerei und will ihn zur Rede stellen. Dieser sieht sich überführt und überwältigt Menzinger. Er wirft diesen in einen leeren Braukessel und will Kohlendioxid dort einleiten. Da Hasek das beobachtet hat, greift er ein und hindert Irlbeck daran, Menzinger umzubringen. Irlbeck kann jedoch fliehen, so konzentrieren sich die Ermittler auf Kiem und nehmen ihn fest. Im Verhör gibt er zu, dass er Meindl daran hindern wollte, seine Schwarzbraugeschäfte aufzudecken und dabei ist Meindl zu Tode gekommen.
Menzinger gelingt es inzwischen, Irlbeck an der Flucht ins Ausland zu hindern und ihn zu verhaften.
In einem Parallelfall sind Batic und Leitmayr dabei, Josef Markovic, einen kroatischen Drogendealer und Auftragskiller, zu überführen. Beim Zugriff mit SEK-Einsatz wird Leitmayr in den Arm geschossen, bleibt aber einsatzfähig.

## Hintergrund
Die Dreharbeiten zu Starkbier fanden zum Teil in originalen Brauereibetrieben statt. Es wurde in der Paulaner Brauerei AG sowie der Löwenbräu AG gedreht.
Die Figur des Carlo Menzinger steht bei diesem Fall so stark im Vordergrund, dass man als Arbeitstitel der Folge Menzingers Bier wählte.

## Rezeption

### Einschaltquoten
Die Erstausstrahlung von Starkbier am 7. März 1999 wurde in Deutschland von 9,57 Millionen Zuschauern gesehen und erreichte einen Marktanteil von 26,05 % für Das Erste. Beim Tatortblog erreicht die Episode Platz 283 von 911 möglichen.

### Kritiken
Bei Moviesection.de vergibt Thomas Ays vier von fünf möglichen Sternen und urteilt über diesen sehenswerten, „wenn auch nicht durchweg gelungenen "Tatort" aus München“, der stellenweise etwas „konstruiert wirkt“: „Drehbuchautor Michael Wogh geht mit "Starkbier" neue Wege und überlässt hier dem sonstigen Zuspieler, Carlo Menzinger, das Feld. […] der hier gar nicht schlecht wegkommt, so richtig Vertrauen bringt man ihm als Zuschauer (allerdings) nicht entgegen, dazu wirft Wogh auch keinen allzu genauen Blick auf dessen Ermittlungen. […] Dagegen sind Ivo Batic (Miroslav Nemec) und Franz Leitmayr (Udo Wachtveitl) gewohnt überzeugend und wieder sehr, sehr unterhaltend gezeichnet und von ihren prominenten Gesichtern glaubhaft gespielt.“
Die Kritiker der Fernsehzeitschrift TV Spielfilm urteilen, die „gewohnt starke Krimi-Inszenierung aus Bayern“ biete eine „vertrackte Story und rasante Action“. Das Fazit lautet daher titelgemäß: „Gute Story mit obergärigem Lokalkolorit“.